# Conde Drácula na cultura popular
‎O personagem do ‎‎Conde Drácula‎‎ do romance ‎‎Drácula‎‎ de ‎‎Bram Stoker, ‎‎de 1897, tem permanecido popular ao longo dos anos, e muitos filmes têm usado o Conde como vilão, enquanto outros o nomearam em seus títulos, como ‎‎‎‎A Filha de Drácula,‎‎‎‎ ‎‎As Noivas de Drácula‎‎e ‎‎ ‎‎Drácula's Dog.‎‎ ‎‎Drácula‎‎ goza de enorme popularidade desde sua publicação e gerou uma extraordinária subcultura vampira na segunda metade do século XX. Mais de 200 filmes foram feitos que apresentam o Conde Drácula, um número que só restam para ‎‎Sherlock Holmes.‎‎ No centro desta subcultura está a lenda da ‎‎Transilvânia,‎‎ que se tornou quase sinônimo de vampiros.‎

### Primeiras produções
Há relatos de um filme mudo russo Drakula), baseado no romance de Stoker. O filme teria sido anterior ao filme húngaro perdido Dracula's Death, de 1921, e é, portanto, considerado a primeira adaptação cinematográfica de Drácula. Nada sobre este filme sobreviveu; não há fotos de produção conhecidas e há muito pouca informação disponível sobre este filme. A maioria das fontes concorda que a existência deste filme é questionável porque nenhum detalhe parece ter sobrevivido, e sua existência não é verificável.

### Produções Drácula 2000–2019
- Shaitani Dracula, um filme de terror em hindi indiano de Harinam Singh muda o cenário para uma floresta indiana onde o Drácula aterroriza andarilhos desavisados e procura criar um exército de vampiros.[2]
- Em 2013, um filme em malaiala 3D chamado Drácula 2012, dirigido por Vinayan, foi lançado. Não é uma adaptação do romance, mas uma tentativa de contar a história do Drácula com base em mitos e folclore indígenas.[3]